# Renate Habets

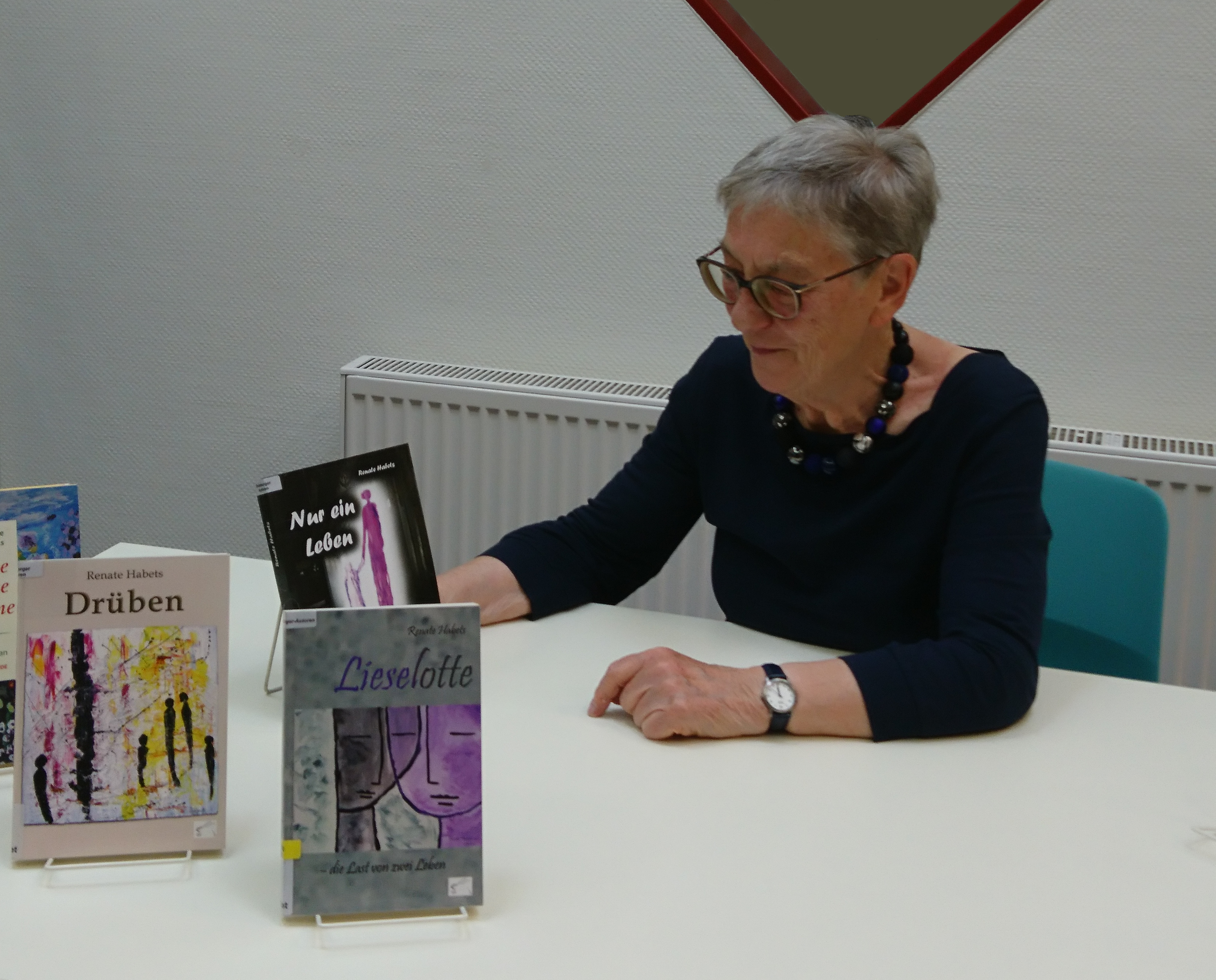
Renate Habets während einer Lesung in der Stadtbibliothek Duisburg

Renate Habets (* 1945 in Mittelhof, Westerwald) ist eine deutsche Malerin, Fotografin und Autorin.

## Leben und Wirken
Renate Habets wurde 1945 im Westerwald geboren, wuchs aber in Köln auf. Nach dem erfolgreichen Studium der Germanistik und Geschichte zog sie für ihr Referendariat nach Duisburg. Bis zu ihrem Ruhestand wirkte sie als Lehrerin am Gymnasium, bildete als Fachleiterin für Deutsch Referendare aus und war zuletzt stellvertretende Schulleiterin am Elly-Heuss-Knapp-Gymnasium.
Nachdem sie 2006 in Pension gegangen war, wandte sie sich neben der Malerei und Fotografie auch dem Kreativen Schreiben zu. Ihr Genre umfasst Prosa und Lyrik sowie Anthologien. Zusammen mit 17 weiteren Autoren und Autorinnen wirkte sie 2017 zudem an den Regional-Krimis Machenschaften, Intrigenspiel und Schnauze mit.
Nebenbei führt Habets Ausstellungen ihrer Bilder und zahlreiche Lesungen aus ihren Büchern durch.

## Werke (Auswahl)
- 2007: Ich will Erzbischof werden ISBN 978-3-8372-0000-3
- 2010: Thea ISBN 978-3-939973-11-9
- 2012: Die Drei ISBN 978-3-8459-0470-2
- 2012: Kiesel zum Gedenken ISBN 978-3-939973-32-4
- 2013: Die rote Lene ISBN 978-3-939973-14-0
- 2015: Drüben ISBN 978-3-945725-33-7
- 2017: Machenschaften. Ein Ruhrpott-Krimi der EPV-Familie Lars Albrecht und 17 weitere EPV-Autoren, ISBN 978-3-96174-010-9
- 2018: Intrigenspiel. Ein Ruhrpott-Krimi der EPV-Familie Lars Albrecht und 17 weitere EPV-Autoren, ISBN 978-3-96174-027-7
- 2019: Schnauze. Ein Ruhrpott-Krimi der EPV-Familie Mike Gromberg und 13 weitere EPV-Autoren, ISBN 978-3-96174-047-5
- 2019: Nur ein Leben ISBN 978-3-96174-049-9
- 2021: Lieselotte – die Last von zwei Leben ISBN 978-3-96174-094-9
- 2023: Fundstücke ISBN 978-3-96174-115-1
- 2023: In der U7 ISBN 978-3-96174-127-4
- 2024: Fundstücke 2 ISBN 978-3-96174-155-7
- 2025: Nur eine Mauer ISBN 978-3-96174-166-3